# 281820 Monnaves
281820 Monnaves este o planetă minoră (asteroid) din centura de asteroizi. A fost descoperită pe 9 decembrie 2009 la Cabrils de Montcabrer Osservatory⁠(d). 
Obiectul prezintă o orbită caracterizată de o semiaxă mare de 2,550321885743 UAi, o excentricitate de 0,19, o înclinație de 8,6 ° în raport cu ecliptica.